# Friedrich Ludwig Reinhold
Friedrich Ludwig Reinhold (* 13. September 1766 in Staven; † 12. April 1832 in Woldegk) war ein deutscher evangelisch-lutherischer Geistlicher und Pädagoge. 

## Leben
Friedrich Ludwig Reinhold war ein Sohn des Stavener Pastors Christian Gottfried Reinhold († 1786) und dessen Ehefrau, der Stavener Pastorentochter Agnesa Amalia, geb. Bartholdi (1728–1796). Er besuchte die Gelehrtenschule in Neubrandenburg und studierte von 1783 bis 1785 Evangelische Theologie an den Universitäten Halle, Jena und Rostock. Von 1793 bis zu seinem Tod wirkte er als Pastor in Woldegk und zugleich in der nach Woldegk eingepfarrten Gemeinde Pasenow (heute Ortsteil von Helpt).
1801 gründete er mit herzoglicher Unterstützung in Woldegk das Herzoglich Mecklenburg-Strelitzsche Seminar für Landschullehrer des Domaniums, das 1807 nach Neustrelitz und 1821 nach Mirow verlegt wurde. 1821 gründete er in Woldegk eine private Vorbildungsanstalt für Lehrer an ritterschaftlichen und städtischen Landschulen, deren Leiter er war. Für beide Anstalten verfasste er neue Schulbücher. Daneben publizierte er Predigten, Andachts- und Erbauungsbücher, pädagogische Schriften und Beiträge für mecklenburgische Zeitschriften.
Reinhold war seit 1795 verheiratet mit Anna Margarethe Friederike, geb. von der Hardt († 6. Dezember 1834), einer Tochter des Kaiserlich österreichischen Obristwachtmeisters Friedrich Alexander von der Hardt. Das Paar hatte sechs Kinder, darunter Albert und Werner Reinhold.

## Schriften
- Nachricht von der Herzoglich Meklenburg-Strelitzischen Bildungsanstalt für Küster und Landschullehrer, nebst Beschreibung der Seminarien zu Stettin, Ludwigslust, Greifswald und Berlin. 1802
- Über den ersten Unterricht im Lesen. 1803
- Ideen über das Äussere der evangelischen Gottesverehrung. Neustrelitz: Albanus 1805
- Neues Buchstabierbüchlein. 1803; 3. Auflage 1816
- Num Confessioni Augustanae addicti cum Zwinglii et Calvini asseclis societatem ineuntes novam constituant ecclesiam? Adler, Rostock 1819
- Über die Bekehrung der Juden zum Christenthume: Nebst einem Formulare zu einer Proselytentaufe. Ein Versuch. Ragoczy, Prenzlau 1823 (Digitalisat), Bayerische Staatsbibliothek
- Anweisung für Küster und Landschullehrer zu einem würdigen Verhalten in ihrem Berufe und Stande in Vorlesungen. 2 Bände, Stiller, Rostock und Schwerin 1827/28
- Erbauungsbuch für Christen, die den Herrn suchen. Ragoczy, Prenzlau 1826; 2. Auflage, 1830 (Digitalisat)
- Mecklenburg. Ein Handbuch zur Unterhaltung für die gebildeten Städter und den Landmann und zur Belehrung der Jugend. Prenzlau 1831
- Fromme Blicke auf die Leidensgeschichte Jesu Christi, ein Andachtsbuch für denkgläubige Christen. Amelang, Berlin 1832